# 則松地区
則松地区（のりまつちく）は、福岡県北九州市八幡西区の地名および地域名である。則松一丁目から七丁目までが設置されている。また東側には則松東一丁目・二丁目が設置されている。

## 地理
八幡西区の西部に位置し、北に折尾地区、東に陣原、穴生地区、南に永犬丸地区、西に水巻町に囲まれた地域である。かつての遠賀郡則松村だった地域の呼称であり、概ね則松小学校の校区といえる。地形としては、地域の東寄りを南東からカーブを描きながら北東に流れる二級河川金山川流域の平地から、東西に向かってに高台を成している。

## 地域の特徴
地域内に鉄道は通っていないため、駅を中心とした商店街の発達は見られない。東西に国道3号と、南北に県道281号下上津役折尾線が走っている。国道沿いには自動車販売店やホームセンターが古くから営業している。県道沿いには病院や理美容室、飲食店、コンビニエンスストアなど日常生活に必要な施設が並んでいる。県道281号と金山川の間の市道沿いは、1990年頃までは水田の広がる地域であったが、市道の拡幅に伴って商業施設が立ち並ぶようになった。

## 歴史
室町期には筑前国御牧（みまき）郡の名（みょう）として、すでに則松名が存在していた。江戸時代には則松村となっており、枝郷に氏田村があった。明治時代には字正願給（現在の則松六丁目）に鉱泉浴場があり、浴客で賑わっていたという。

### 沿革
- 1878年（明治11年）11月1日 - 郡区町村編制法の福岡県での施行により、行政区画としての遠賀郡が発足。遠賀郡則松村となる。
- 1889年（明治22年）4月1日 - 町村制施行により、永犬丸村、則松村、本城村、折尾村、陣原村の5村が合併し、洞南（くきなみ）村が発足。洞南村大字則松となる。
- 1904年（明治37年）7月1日 - 洞南村が改称し、折尾村が発足。折尾村大字則松となる。
- 1918年（大正7年）12月15日 - 折尾村が町制施行し、折尾町が発足。折尾町大字則松となる。
- 1944年（昭和19年）12月8日 - 折尾町が八幡市に編入。八幡市大字則松となる。
- 1963年（昭和38年）2月1日 - 八幡市、戸畑市、小倉市、若松市、門司市の5市が合併し、北九州市が発足。北九州市八幡区大字則松となる。
- 1974年（昭和49年）4月1日 - 八幡区が八幡西区と八幡東区に分かれ、北九州市八幡西区大字則松となる。

## 交通
- 西鉄バス
- 国道3号
- 県道281号下上津役折尾線

## 教育施設
- 則松保育園
- 東筑保育園
- 北九州市立則松小学校
- 北九州市立則松中学校

## 公共施設
- 日本郵政八幡則松郵便局
- 北九州市立則松市民センター
- 則松東公民館
- 北九州市立折尾児童館